# Mickey Rourke
Philip Andre "Mickey" Rourke Jr. (/rʊərk/; sinh ngày 16 tháng 9 năm 1952) là nam diễn viên, biên kịch người Mỹ.

## Thời thơ ấu
Philip Andre Rourke Jr. sinh ra tại Schenectady, New York, ông là con trai của Annette và Philip Andre Rourke, Sr.

## Danh sách phim

### Điện ảnh
Double Team (1997)
Iron Man